# State Street Corporation

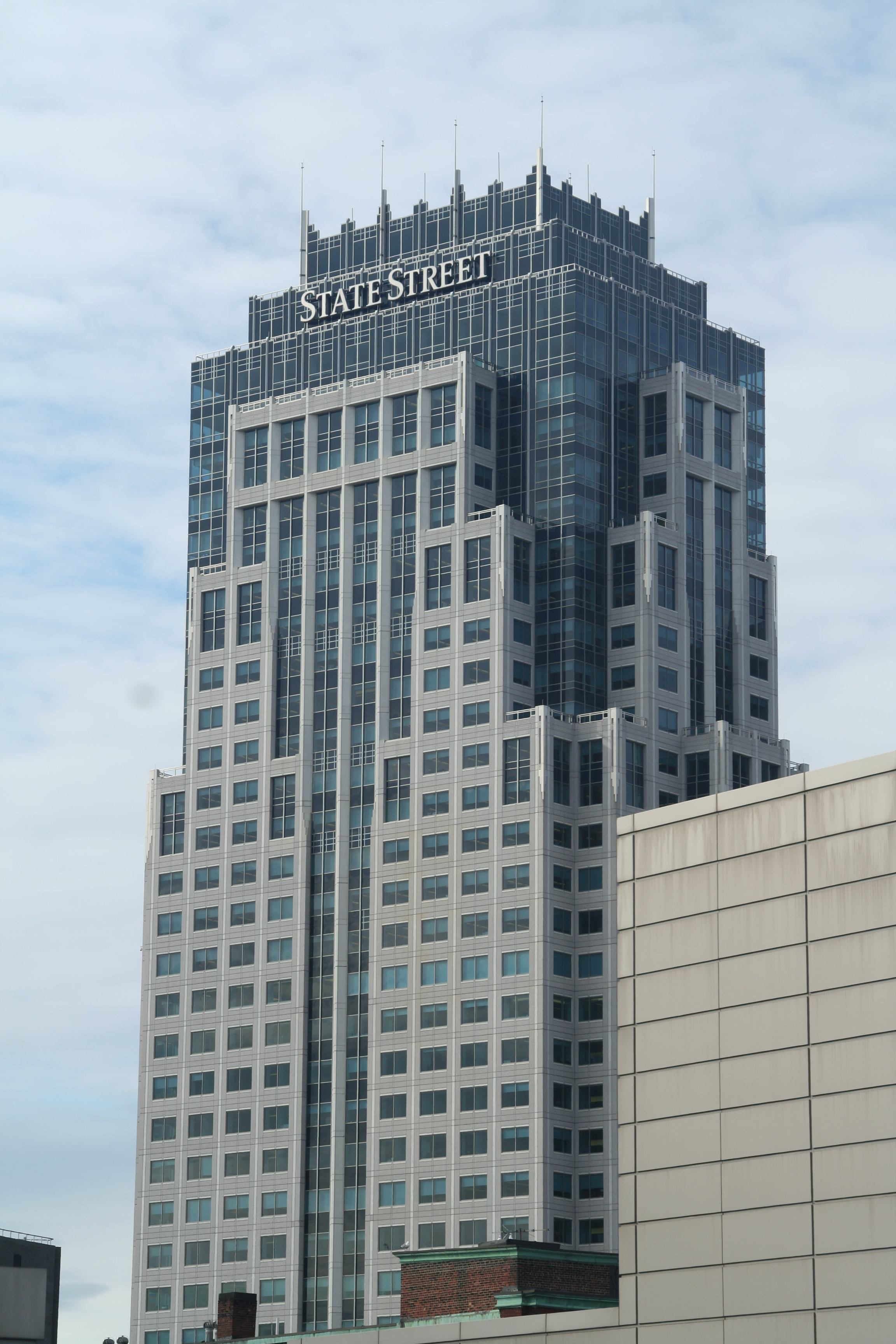
State Streets Firmensitz in Boston

State Street Corporation ist ein US-amerikanisches Unternehmen mit Firmensitz in Boston. Das Unternehmen ist im Aktienindex S&P 500 gelistet.
State Street ist als Finanzdienstleistungsunternehmen und Depotbank tätig und wurde 1792 gegründet. Mit der Eröffnung der Münchener Niederlassung 1970 leitete das Unternehmen eine Serie von Standorteröffnungen ein und ist heute in 27 Ländern mit eigenen Niederlassungen vertreten. Rund 32.000 Mitarbeiter (2015) werden weltweit beschäftigt.
Die Bank ist eine der Großbanken, die vom Financial Stability Board auf der Liste global systemrelevanter Banken als „systemically important financial institution“ (systemisch bedeutsames Finanzinstitut) eingestuft wurden. Sie unterliegt damit einer besonderen Überwachung und strengeren Anforderungen an die Ausstattung mit Eigenkapital.

## Geschichte
Die Wurzeln von State Street reichen bis 1792 zurück: John Hancock, Gouverneur von Massachusetts, genehmigte die Gründung der Union Bank. Bis zu ihrer Fusion mit der State Street Trust Company 1925 war die Union Bank die bis dahin älteste Bank, die durchgehend bestanden hatte und die zu diesem Zeitpunkt zweitälteste Bank Amerikas.
1961 ging die State Street Company in ihrer heutigen Form aus der Fusion der Rockland-Atlas National Bank mit der Second Bank-State Street Trust Company hervor. Ab 1970 konnten auch Privatanleger die Aktie des Unternehmens erwerben, bevor 1995 das Listing an der New York Stock Exchange stattfand.
Im Februar 2007 wurde das US-amerikanische Unternehmen Investors Bank & Trust übernommen. In die Patentrechtsgeschichte ging das Unternehmen durch seine erfolglose Klage im Fall State Street Bank v. Signature Financial Group ein.
Im Zuge der Finanzkrise musste State Street 2008 Staatshilfe annehmen. Im Gegenzug für eine Finanzspritze erhielt der Staat Vorzugsaktien und Aktienoptionen. Anfang 2009 wurde das Institut wie viele andere US-Geldhäuser auch einem Stresstest unterzogen. Daraufhin bescheinigte die US-Notenbank dem Unternehmen, über ausreichend Kapital zu verfügen, um eine widrige Kapitalmarktentwicklung überstehen zu können.
Infolgedessen verkündete State Street im Juli 2009 als erste US-Großbank, sämtliche Staatshilfen an die Regierung zurückgezahlt zu haben. Das Institut erstattete dem Staat rund 2 Milliarden Dollar zurück und befreite sich dadurch von den Auflagen, die mit der Annahme von Staatshilfe verbunden waren, und muss Managergehälter und Dividendenzahlungen nicht mehr einschränken.

## Geschäftsbereiche
Das Unternehmen bietet Finanzdienstleistungen für institutionelle Investoren wie zum Beispiel Versicherer, Hedgefonds, Investmentgesellschaften oder Pensionsfonds an. Zur Palette der angebotenen Services zählen neben dem Investmentmanagement, etwa für Pensionskassen, auch die Tätigkeit als Depotbank, das Research, der Wertpapierhandel und die Wertpapierleihe oder das Fondsmanagement. Das Geschäft gliedert sich in drei Bereiche:
- State Street Bank and Trust Company: Investment Servicing
- State Street Global Advisors (SSGA): Investment Management (siehe auch SPDR)
- State Street Global Markets: Investment Research and Trading

## Deutschland

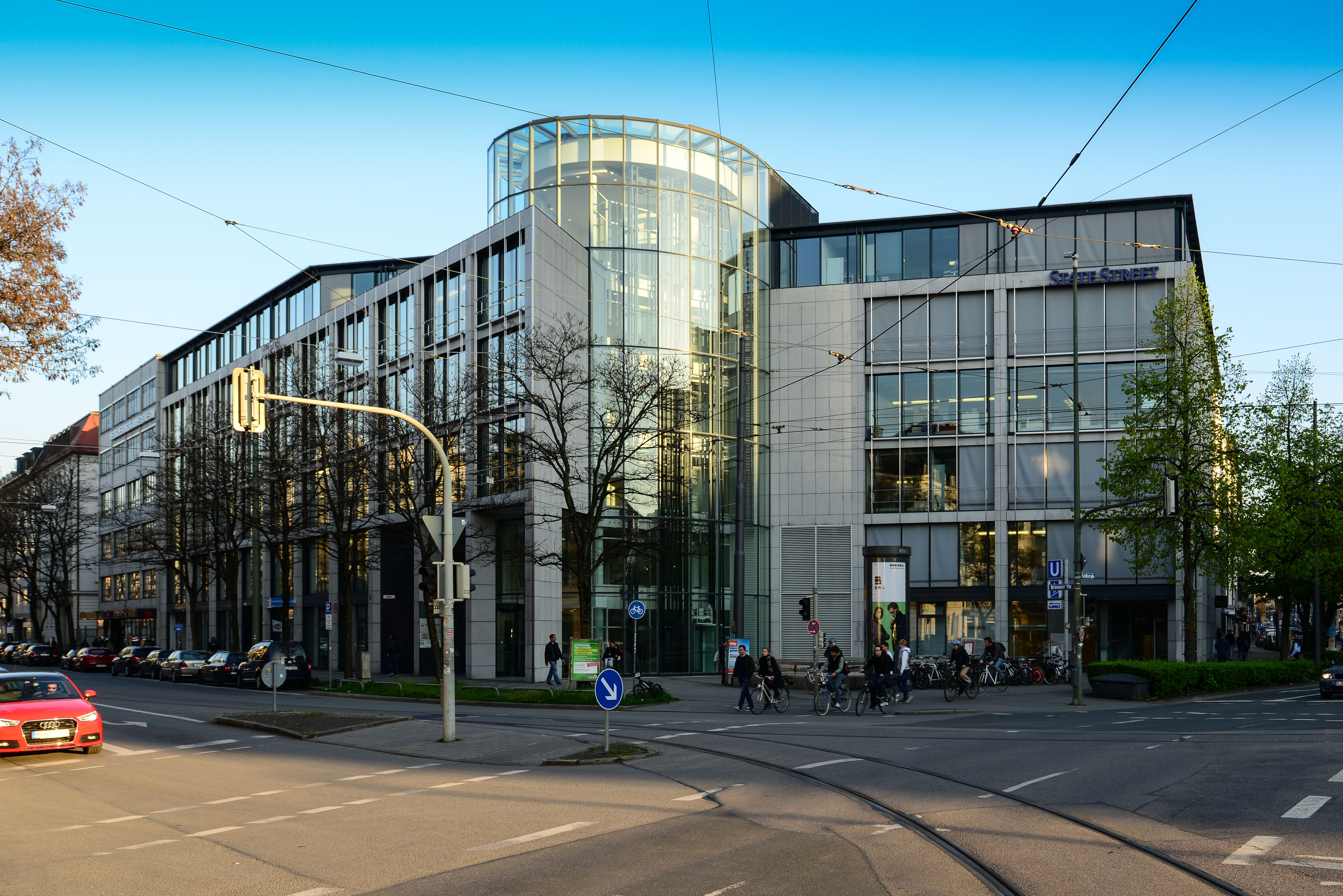
München, Brienner Str. 59

In München eröffnete State Street 1970 die erste Niederlassung außerhalb der USA. Die State Street Bank GmbH wurde mit dem Ziel gegründet, europäische Tochtergesellschaften von US-amerikanischen Firmen als Kunden zu gewinnen. Ab 1996 erweiterte das Unternehmen sein Angebot um Depotbank-Services für Spezialfonds, Performancemessung und Analyse, Treasury, strukturierte Produkte sowie Investmentmanagement-Services.
Das Unternehmen betreut von den deutschen Standorten München, Leipzig und Frankfurt am Main aus mit rund 800 Mitarbeitern (Stand: Januar 2018) sowohl deutsche als auch europäische und internationale Kunden.
Die State Street Bank International GmbH wird von den Geschäftsführern Simone Bock, Dagmar Kamber Borens, Hei Man Lo, Andreas Przewloka, Annette Rosenkranz, Barbara Roth, Denis Dollaku, und James Fagan geleitet.
Die ehemalige Niederlassung in München ist heute die Hauptstelle für Deutschland, Österreich, die Schweiz und die Niederlande.

## Wettbewerber
Im Bereich Fondsmanagement und Investmentmanagement für institutionelle Kunden steht State Street in den Vereinigten Staaten mit Unternehmen wie BlackRock, Fidelity und anderen im Wettbewerb. Aufgrund vielfältiger Verflechtungen mit dem Kapitalmarkt und der breiten Angebotspalette bestehen Konkurrenzsituationen zu praktisch allen US-Großbanken. Als Anbieter von Services rund um das Investmentmanagement misst sich State Street mit Wall-Street-Häusern wie Goldman Sachs, Morgan Stanley, JPMorgan Chase, Bank of New York Mellon oder Merrill Lynch.